# U 80 (U-Boot, 1916)
U 80 war ein diesel-elektrisches Minen-U-Boot des Kriegsauftrags „E“ der deutschen Kaiserlichen Marine. Es kam im Ersten Weltkrieg zum Einsatz.

## Bewaffnung und Motorisierung
Die Hauptaufgabe von U 80 war das Legen der Seeminen, von denen bis zu 38 Stück im Bootsinneren transportiert werden konnten. Sie wurden über zwei Auslassrohre im Bootsheck verlegt. Es handelte sich somit nicht primär um ein U-Boot für Torpedoangriffe. Es war verglichen mit anderen Hochsee-U-Booten relativ schwach motorisiert. Selbst die Überwassergeschwindigkeit blieb im einstelligen Bereich. Die Torpedobewaffnung diente vorrangig zur Selbstverteidigung.

## Einsätze
U 80 lief am 22. April 1916 bei der Vulcan-Werft in Hamburg mit der Baunummer 62 vom Stapel und wurde am 6. Juni 1916 in Dienst gestellt. Ab Ende August 1916 war das U-Boot der I. U-Boot-Flottille und dort der 1. U-Boot-Halbflottille zugeordnet.
U 80 führte während des Ersten Weltkriegs 16 Operationen im östlichen Nordatlantik, meist um die britischen Inseln, durch. Dabei wurden 25 Handelsschiffe mit einer Gesamttonnage von 48.880 BRT sowie ein Kriegsschiff mit 1.025 BRT versenkt. Unter den zivilen Schiffen befanden sich sowohl Fahrzeuge kriegführender Mächte als auch neutraler Staaten.
Das größte von U 80 versenkte Schiff war der britische Hilfskreuzer Laurentic mit knapp 15.000 BRT. Das ehemalige Passagierschiff sank am 25. Januar 1917 nördlich von Irland, etwa zwischen Fanad und Malin Head, nachdem es auf von U 80 gelegte Minen gelaufen war. Die Laurentic befand sich auf einer Fahrt von Liverpool nach Halifax und hatte 35 Tonnen Gold für die Regierung der Vereinigten Staaten an Bord. Bei dem Untergang starben rund 350 Menschen.
Das britische Passagierschiff Celtic war mit über 20.000 BRT noch größer und fuhr ebenfalls auf eine von U 80 gelegte Mine. Bei dem Minentreffer, der sich am 15. Februar 1917 südlich der Isle of Man ereignete, wurde die Celtic jedoch nur beschädigt.
Am 1. März 1917 fiel mit dem britischen Zerstörer Pheasant auch ein reines Kriegsschiff der Royal Navy den Minen von U 80 zum Opfer. Der Zerstörer erlitt den Minentreffer westlich der Orkneyinseln und ging mit der gesamten Besatzung von 88 Mann unter.

## Verbleib
Am 16. Januar 1919 wurde U 80 als Kriegsbeute an das Vereinigte Königreich ausgeliefert. Das Boot wurde 1922 in der walisischen Stadt Swansea abgewrackt.

## Kommandanten
- Kapitänleutnant Alfred von Glasenapp – 6. Juni 1916 bis 31. Juli 1917
- Kapitänleutnant Gustav Amberger – 1. August 1917 bis 30. Oktober 1917
- Kapitänleutnant Karl Scherb – 31. Oktober 1917 bis 22. Dezember 1917
- Kapitänleutnant Karl Koopmann – 23. Dezember 1917 bis 11. November 1918